# Omar Monza
Omar Ubaldo Monza Ricciardi (Buenos Aires, 1929. február 17. – 2017. június 17.) világbajnok argentin kosárlabdázó.

## Pályafutása
Az 1950-es argentínai világbajnokságon aranyérmes lett az argentin válogatottal. A következő évi pánamerikai játékokon ezüstérmes lett a csapattal. Részt vett az 1952-es helsinki olimpián, ahol negyedik helyen végzett a válogatottal.

## Sikerei, díjai
- Olimpiai játékok
  - 4.: 1952, Helsinki
- Világbajnokság
  - aranyérmes: 1950, Argentína
- Pánamerikai játékok
  - ezüstérmes: 1951, Buenos Aires